# Al Hakam I.
Abu al-As al-Hakam ibn Hišm ibn Abd al-Rahman (arabsko الحكم بن هشام بن عبد الرحمن), omajadski emir Kordovskega emirata v Al Andaluzu,  ki je vladal od leta 796 do 822, * 771, † 822. 

## Življenje
Al Hakam je bil drugi sin emirja Hišama I. Njegov starejši brat je umrl v zgodnji mladosti. Ko je Al Hakam prišel na oblast, sta temu oporekala njegova strica Sulejman in Abdalah. Slednji je svoja sinova Ubajda Alaha in Abd al-Malika odpeljal na dvor Karla Velikega v Aachen in se s Karlom pogajal za  pomoč. Sulejman je  medtem napadel Córdobo, vendar je bil poražen in pregnan v Mérido, kjer je bil ujet in usmrčen. Abdalah je bil pomiloščen, vendar je bil prisiljen živeti v Valenciji.
Al Hakam I. je večji del svoje vladavine preživel v zatiranju uporov v Toledu, Zaragozi in Méridi. Upori so dvakrat dosegli Córdobo. Al Hakama I. so leta 806 ponovno poskušali zrušiti s prestola in ga nadomestiti z njegovim bratrancem Mohamedom ibn al-Kasimom, vendar je bila zarota odkrita. 16. novembra 806 je bilo 72 plemičev in njihovih spremljevalcev, govori se o 5.000 ljudeh, umorjenih na banketu, križanih in razstavljenih na bregovih reke Guadalquivir. Takšni prikazi krutosti v tem obdobju niso bili nenavadni, saj so glave uporniških voditeljev ali krščanskih sovražnikov, ubitih v pohodih na sever, običajno razstavljali pred vrati Cordobe.
Po uporu v Córdobi je Al Hakam I. ustanovil osebno telesno stražo al-Haras, ki jo je vodil vizigotski vodja kordovskih kristjanov grof Rabi, ki je bil tudi emirjev pobiralec davkov. Rabija so kasneje zaradi korupcije odstranili in usmrtili s križanjem.
Leta 818 je Al Hakam I. zadušil upor, ki so ga vodili kleriki v predmestju al-Ribad na južnem bregu reke Guadalquivir. Približno 300 veljakov je bilo ujetih in križanih, ostali prebivalci pa so bili izgnani. Nekateri so se preselili v Aleksandrijo v Egiptu, nekateri v Fes. Tisti iz Aleksandrije so okoli leta 825 osvojili Kreto in ustanovili Kretski emirat. Drugi so se pridružili levantinskim piratom.

## Smrt
Al Hakam I. je umrl leta 822 po 26 letih vladanja.

## Družina
Al I. je bil sin emirja Hakama I. in njegove priležnice Zohruf.
Sam je imel s svojo ženo Halavo pet otrok: 
- Abd Al Rahmana II., 4. kordovskega emirja, ki je vladal od leta 822 do 852,
- Al. Mugirja,
- Saida,
- Umajja  in
- Al Valida, ki je leta 833 napadel Galicijo.[10]

Al Hakam I. je imel tudi priležnico Adžab, ki je v predmestju Córdobe odprla ustanovo za gobavce. Adžab je bila mati
- Abu Abd Al-Malika Marvana.

Al Hakamova priležnica Muta je ustanovila pokopališče, ki je obstajalo še v 10. stoletju.